# Johannes Rick
Johannes Rick SJ, auch  João Evangelista (* 19. Januar 1869 in Dornbirn-Hatlerdorf, Österreich-Ungarn; † 6. Mai 1946 in Salvador do Sul, Brasilien) war ein österreichischer, römisch-katholischer Priester und Mykologe. Sein botanisches Autorenkürzel lautet „Rick“.

## Leben
Johannes Rick wurde als drittes von sieben Kindern des Wirtes und Bäckers Franz Sales Rick und seiner Ehefrau Karolina geb. Halbeisen in Dornbirn geboren. Er gilt als Vater der brasilianischen Mykologie. Er war der Erste, der systematisch die Artenvielfalt von Pilzen, insbesondere Makropilzen, in Südbrasilien dokumentierte. Rick stellte die Kommunikation mit mehreren zeitgenössischen Mykologen her, wie Giacomo Bresadola, Curtis Gates Lloyd, Heinrich Rehm und Hans Sydow, die ihm bei der Identifizierung seiner brasilianischen Sammlungen halfen. Von 1894 bis 1898 war er Lehrer in Feldkirch, bevor er von 1899 bis 1902 in Valkeberg Theologie studierte. Bereits 1902 in Brasilien war er Lehrer bis 1915, dann von 1915 bis 1929 als Sozialarbeiter und schließlich Professor für Theologie bis 1942.